# Contrazione/Franti
Contrazione/Franti è un split album diviso a metà da due gruppi musicali torinesi di post hardcore e rock alternativo, i Contrazione e i Franti.

## Il disco
Il disco fu autoprodotto nel 1984. I brani da B1 a B5 furono registrati allo Studio Dynamo di Torino, il brano B6 fu registrato dal vivo il 12 dicembre 1983 a Torino.

## Tracce
Lato A
1. Contrazione - Nausea – 3:30
2. Contrazione - Cieli rossi sull'Europa – 3:34
3. Contrazione - Metropoli – 1:37
4. Contrazione - A sud di Torino – 2:05
5. Contrazione - Condannato – 2:41
6. Contrazione - Sbarre – 1:36
7. Contrazione - Voci negate – 4:26

Lato B
1. Franti - 1984 (Gates of Eden) – 5:09 (Bob Dylan)
2. Franti - Questa è l'ora – 2:41 (Franti)
3. Franti - Quesiti da sciogliere – 4:03 (Franti)
4. Franti - Voghera – 2:48 (Franti)
5. Franti - Prete, croce, sedia e morte – 3:40 (Franti)
6. Franti - Io nella notte (Live) – 3:56 (Franti)

## Musicisti
Brani A1, A2, A3, A4, A5, A6 e A7
- Antonio - chitarra
- Mara Caberlin - voce
- Sergio Tosato - voce
- Stefano Giaccone - sassofono
- Gianpiero Capra - basso
- Massimo - batteria

Brano B1
- Vanni Picciuolo - chitarra
- Stefano Giaccone - chitarra, voce
- Lalli (Marinella Ollino) - voce
- Massimo D'Ambrosio - basso
- Marco Ciari - batteria

Brano B2
- Vanni Picciuolo - chitarra
- Stefano Giaccone - chitarra, coro
- Lalli (Marinella Ollino) - voce
- Massimo D'Ambrosio - basso
- Marco Ciari - batteria

Brano B3
- Stefano Giaccone - sassofono tenore
- Lalli (Marinella Ollino) - voce
- Ugo Guizzardi - sikus autocostruito
- Paolino Plinio Regis - organo
- Massimo D'Ambrosio - basso (con archetto)
- Stefano - percussioni
- Massimo D'Ambrosio - cori
- Paolino Plinio Regis - cori
- Ugo Guizzardi - cori

Brano B4
- Stefano Giaccone - sassofono tenore
- Lalli (Marinella Ollino) - voce
- Marco Ciari - batteria

Brano B5
- Vanni Picciuolo - chitarra
- Toni Ciavarra - chitarra
- Lalli (Marinella Ollino) - voce
- Stefano Giaccone - sassofono tenore, voce
- Massimo D'Ambrosio - basso
- Marco Ciari - batteria

Brano B6
- Vanni Picciuolo - chitarra
- Stefano Giaccone - sassofono tenore
- Lalli (Marinella Ollino) - voce
- Massimo D'Ambrosio - basso
- Marco Ciari - batteria
- Sandra Magri - registrazione